# Философов, Александр Александрович (губернатор)
Алекса́ндр Алекса́ндрович Фило́софов (1819—1880) — военный и государственный деятель Российской империи, генерал-майор, губернатор Олонецкой губернии.

## Биография
Его отец генерал-майор Александр Богданович (?—1847), с 1825 года — командир Тульского оружейного завода, был потомком так называемой «старшей» ветви рода Философовых, происходившей из Ярославской губернии. Мать Александра Никитична (?—1849), дочь предводителя дворян Карсунского уезда Никиты Никитича Философова, происходила из «младшей» ветви той же фамилии. Таким образом, брак его родителей объединил две ветви Философовых.
В 1838 году окончил Михайловское артиллерийское училище, в чине прапорщика зачислен в лейб-гвардии 1-ю артиллерийскую бригаду на должность бригадного адъютанта. Участник подавления революции 1848—1849 годов в Венгрии.
В 1851—1853 годах состоял воспитателем при Николае Максимилиановиче — внуке императора Николая I, проживал с семьёй в Мариинском дворце.
В апреле 1853 года в чине полковника вернулся на службу в лейб-гвардии 1-ю артиллерийскую бригаду, участник Крымской войны.
17 октября 1860 года произведён в генерал-майоры и назначен исполняющим должность губернатора Олонецкой губернии, в январе 1862 года утверждён в этой должности и одновременно назначен военным губернатором Петрозаводска.
По личному заявлению уволен с поста губернатора и военного губернатора 24 сентября 1862 года. В отставке состоял в запасе Петербургского военного округа.

## Семья
Был женат на Екатерине Ивановне, урождённой Кротковой, которая родила ему четырёх дочерей:
- Александра (род. 20 мая 1851);
- Елена (род. 1852);
- Надежда (род. 11 октября 1854);
- Ольга (род. 1862).